# THSD1
THSD1‏ (Thrombospondin type 1 domain containing 1) هوَ بروتين يُشَفر بواسطة جين THSD1 في الإنسان.
يحتوي البروتين المشفر بواسطة هذا الجين على مجال ثرومبوسبوندين من النوع 1، والذي يوجد في الثرومبوسبوندين، وعدد من البروتينات المشاركة في مسار المكمل، بالإضافة إلى بروتينات النسيج البيني خارج الخلية. وقد لوحظت متغيرات النسخ الموصولة بشكل بديل والتي تشفر أشكالًا متماثلة مميزة.